# تحید (روستا)
 تحید  به عربی ( تَحیُد )، روستایی است در دهستان احبوب از توابع استان 
استان صَنعاء در کشور یمن در شبه جزیره عربستان.

## جمعیت
جمعیت آن (۴۵ ) نفر (۴ خانوار) می‌باشد.